# Asterinema
Asterinema — рід грибів родини Microthyriaceae. Назва вперше опублікована 1953 року.